# العلاقات العمانية الليسوتوية
العلاقات العمانية الليسوتوية هي العلاقات الثنائية التي تجمع بين سلطنة عمان وليسوتو.

## مقارنة بين البلدين
هذه مقارنة عامة ومرجعية للدولتين:
| وجه المقارنة                                              | سلطنة عمان    | ليسوتو                      |
| --------------------------------------------------------- | ------------- | --------------------------- |
| المساحة (كم2)                                             | 309.50 ألف    | 32.96 ألف                   |
| عدد السكان (نسمة)                                         | 4.64 مليون    | 2.23 مليون                  |
| الكثافة السكانية (ن./كم²)                                 | 14.99         | 67.66                       |
| العاصمة                                                   | مسقط          | ماسيرو                      |
| اللغة الرسمية                                             | اللغة العربية | لغة إنجليزية، اللغة السوتية |
| العملة                                                    | ريال عماني    | لوتي ليسوتو                 |
| الناتج المحلي الإجمالي (بليون دولار)                      | 72.64 مليار   | 2.64 مليار                  |
| الناتج المحلي الإجمالي (تعادل القوة الشرائية) بليون دولار | 179.49 مليار  | 6.30 مليار                  |
| الناتج المحلي الإجمالي الاسمي للفرد دولار أمريكي          | 15.55 ألف     | 1.07 ألف                    |
| الناتج المحلي الإجمالي للفرد دولار أمريكي                 | 38.63 ألف     | 2.64 ألف                    |
| مؤشر التنمية البشرية                                      | 0.793         | 0.497                       |
| رمز المكالمات الدولي                                      | +968          | +266                        |
| رمز الإنترنت                                              | عمان          | .ls                         |
| المنطقة الزمنية                                           | ت ع م+04:00   | ت ع م+02:00                 |

## منظمات دولية مشتركة
يشترك البلدان في عضوية مجموعة من المنظمات الدولية، منها:
| علم المنظمة | اسم المنظمة                               | تاريخ انضمام سلطنة عمان | تاريخ انضمام ليسوتو |
| ----------- | ----------------------------------------- | ----------------------- | ------------------- |
|             | مؤسسة التنمية الدولية                     | 1973                    | 19 سبتمبر 1968      |
|             | يونسكو                                    | 10 فبراير 1972          | 29 سبتمبر 1967      |
|             | وكالة ضمان الاستثمار متعدد الأطراف        | 1989                    | 12 أبريل 1988       |
|             | الأمم المتحدة                             | 7 أكتوبر 1971           | 17 أكتوبر 1966      |
|             | الاتحاد البريدي العالمي                   | ?                       | ?                   |
|             | البنك الدولي للإنشاء والتعمير             | 1971                    | 25 يوليو 1968       |
|             | الاتحاد الدولي للاتصالات                  | 28 أبريل 1972           | 26 مايو 1967        |
|             | منظمة حظر الأسلحة الكيميائية              | ?                       | ?                   |
|             | مؤسسة التمويل الدولية                     | 1973                    | 29 سبتمبر 1972      |
|             | المركز الدولي لتسوية المنازعات الاستشارية | 1995                    | 7 أغسطس 1969        |
|             | منظمة التجارة العالمية                    | 2000                    | ?                   |
|             | منظمة الشرطة الجنائية الدولية             | ?                       | ?                   |

## وصلات خارجية
- موقع وزارة الخارجية العمانية
- موقع وزارة الخارجية الليسوتوية